# Jóia (filme de 2023)

Jóia é um filme de drama com origem Angolana dirigido por Jonathan Samukange e produzido pela Micaela Reis e teve a sua data de lançamento 25 de Maio de 2023.

## Sinopse
De acordo com a sinopse, “Joia” é um drama inspirado numa emocionante história verídica de uma jovem angolana que vivenciou um período de grande conflito na província de Benguela, Angola.

## Elenco
| Ator/Atriz          |
| ------------------- |
| Jorge Gabriel       |
| Irineu Kamongua     |
| Angelina Fátima     |
| Walale Manuel       |
| Dilsa Matacano      |
| Welwistcha da Silva |

## Produção
A produção do filme teve início em janeiro de 2022, marcando o estágio de seleção de elenco nas cidades de Luanda e Benguela. A fase de filmagem teve seu pontapé em março de 2022, situada na encantadora cidade de Benguela, especialmente na região de Bocoio.

## Prémios
O filme Jóia venceu o prémio de melhor curta netragem internacional no Festival de Cinema no Paraty, tornando-se o primeiro filme angolano a vencer nessa categoria..
Também foi o vencedor em Portugal no Festin, levando o prémio de melhor Melhor Curta-Metragen..